# Anquiceratop
L'anquiceratop (Anchiceratops) és una espècie de dinosaure ceratòpsid casmosaurí que va viure al Cretaci superior. Les seves restes fòssils s'han trobat a Nord-amèrica. Com altres ceratòpsids, era un herbívor quadrúpede amb tres banyes sobre el cap, un bec similar al d'un lloro, i un gran collar a la part posterior del crani. Les dues banyes situades sobre els ulls eren més llargues que l'única banya de sobre el morro, com en els altres casmosaurins. L'anquiceratop feia uns 6 metres de longitud.